# Pädagogische Hochschule „Karl Friedrich Wilhelm Wander“ Dresden
Die Pädagogische Hochschule Karl Friedrich Wilhelm Wander Dresden (PHD) war eine Ausbildungsstätte für Diplomlehrer in Dresden. Sie wurde 1953 als Pädagogisches Institut gegründet und erhielt 1967 den Status einer Pädagogischen Hochschule. Nach der Wende wurde sie teilabgewickelt; verschiedene Sektionen gingen in der 1993 gegründeten Fakultät Erziehungswissenschaften der Technischen Universität Dresden auf.

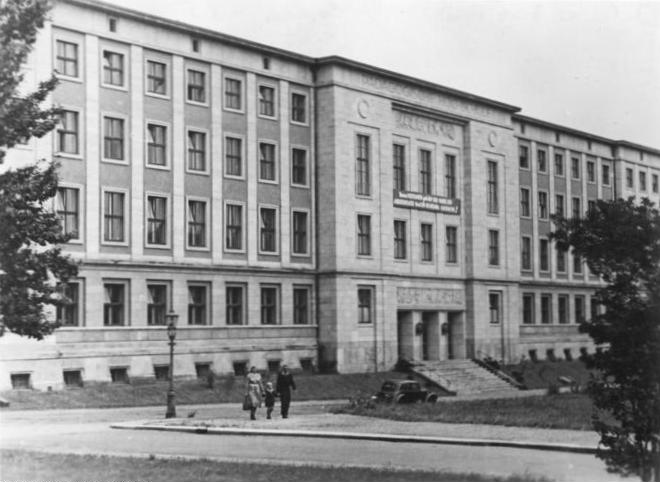
Die Pädagogische Hochschule Karl Friedrich Wilhelm Wander Dresden

## Geschichte

### Gründung des Instituts für Lehrerbildung

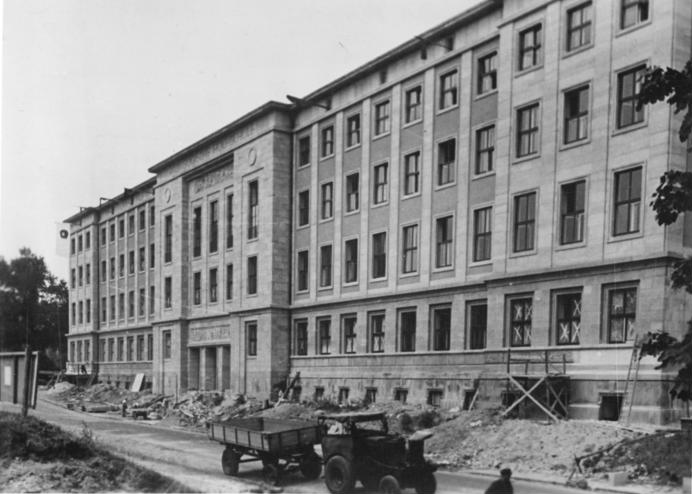
Wiederaufbau der Dreikönigschule 1952 als Gebäude des Instituts für Lehrerbildung

Nach Ende des Zweiten Weltkriegs wurde in der Sowjetischen Besatzungszone der Ruf nach einer demokratischen Erneuerung des Schulwesens und der damit verbundenen Reform der Lehrerbildung laut. Die Sowjetische Militäradministration ordnete daher am 12. Juni 1946 an, dass an Universitäten zum Herbstsemester 1946 Pädagogische Fakultäten gegründet werden sollten. An der Technischen Hochschule Dresden wurde im Zuge des Befehls 237 vom 2. August 1946 eine Pädagogische Fakultät gegründet. In Potsdam erfolgte zudem 1948 die Gründung der Brandenburgischen Landeshochschule. Nach Gründung der DDR wurde das Schulsystem verändert. Auf dem III. Parteitag der SED 1950 wurde der Aufbau von Zehnklassenschulen beschlossen, der rund 25 000 neue Lehrer an Grund- und Oberschulen erforderte. Die zehnjährige Schulpflicht konnte erst 1960 beschlossen werden. Gleichzeitig wurde die Ausbildung von Neulehrern zum 1. September 1950 eingestellt, da sie die wachsenden Anforderungen an Pädagogen nicht mehr erfüllen konnten.
Auf Grundlage der Anweisung Reorganisation der Ausbildung der Lehrer für die Klassen 1 bis 4 der Grundschule im Jahre 1951 wurde neben anderen Instituten auch das Institut für Lehrerbildung in der Dresdner Neustadt geschaffen. Als Gebäude wurde durch das Ministerium für Volksbildung die Ruine der ehemaligen Dreikönigschule an der Wigardstraße zur Verfügung gestellt. Der Wiederaufbau begann im Juni 1951; die Baukosten betrugen 3,3 Millionen Mark. Es entstand ein Institutsgebäude für bis zu 900 Studenten, das im September 1952 dem ersten Institutsdirektor Hans Siebert übergeben wurde. Die Einrichtung war ursprünglich als Pädagogische Hochschule geplant. Als Fassadenschriftzug über dem Eingang stand daher Pädagogische Hochschule. Während der Bauarbeiten entschied das Ministerium für Volksbildung jedoch, der Einrichtung den Status eines Instituts für Lehrerbildung zu geben, auch wenn die Einrichtung in der Öffentlichkeit bereits als Hochschule bekannt war. Die Eröffnung des Instituts fand am 24. September 1952 in Anwesenheit von Otto Buchwitz statt.
Im ersten Jahr begannen 661 Studenten ihre Ausbildung zum Unterstufenlehrer, wobei sie von 56 Lehrern unterrichtet wurden. Das Institut gliederte sich zu Beginn in drei Abteilungen, um sich den Voraussetzungen der Neuimmatrikulierten anzupassen: Abteilung A war für Studenten aus Betrieben und Verwaltungen vorgesehen, Abteilung B für Absolventen der 11. Klassen der Oberschulen und Abteilung C für Studenten, die bereits an einem anderen Institut studiert hatten und nach einem Praxisjahr zum Abschluss des Studiums nach Dresden kamen.

### Pädagogisches Institut ab 1953

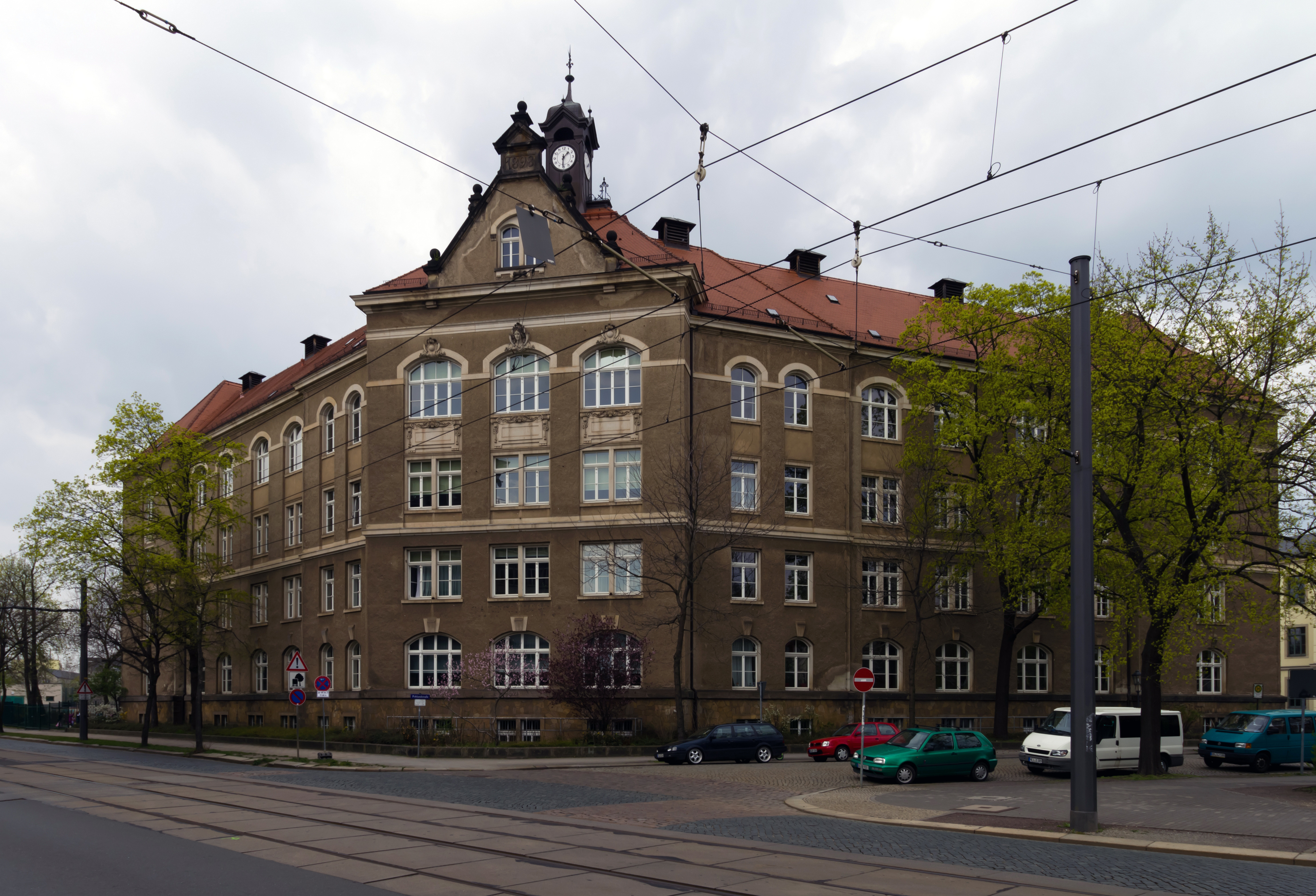
Schulgebäude Pohlandstraße 40, zeitweiliges Lehrgebäude des Pädagogischen Instituts

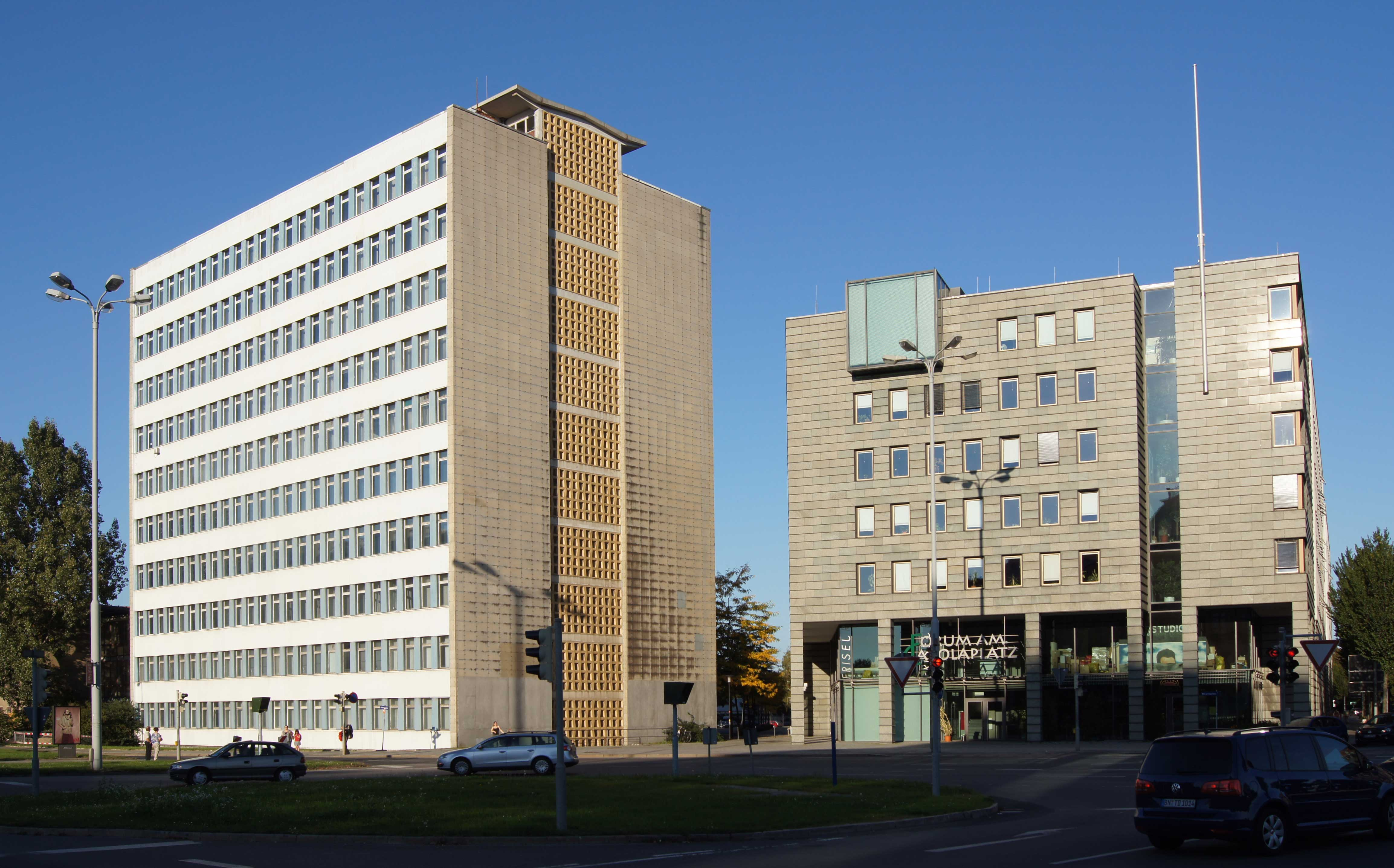
Das neuerbaute Lehrgebäude II des Pädagogischen Instituts (links)

Im Jahr 1953 verabschiedete das Ministerium für Volksbildung eine Verordnung zur Neuregelung der Lehrerausbildung. Infolgedessen sollten Lehrer der Mittelstufe (Klassen 4 bis 8) an Pädagogischen Instituten ausgebildet werden. Am Institut studieren durfte, wer die Oberschule, eine Arbeiter-und-Bauern-Fakultät oder eine Abendoberschule erfolgreich besucht oder eine Sonderreifeprüfung abgelegt hatte. Das Studium am Institut schloss mit dem Staatsexamen ab. Ein Pädagogisches Institut erhielt Hochschulcharakter mit dem Ziel, sich zu einer Hochschule zu entwickeln. Der Leiter des Instituts für Lehrerbildung Hans Siebert erhielt 1953 den Auftrag, die Gründung eines Pädagogischen Instituts zur Ausbildung von Mittelstufenlehrern vorzubereiten. Dieses wurde im Sommer 1953 im Gebäude an der Wigardstraße eingerichtet und am 11. September 1953 feierlich eröffnet, wobei die Leitung Hans Siebert übertragen wurde. Das Institut für Lehrerbildung und das Pädagogische Institut nutzten das Gebäude dabei gemeinsam; erst zum Herbstsemester 1954/1955 stellte das Institut für Lehrerbildung seine Arbeit ein.
Am Pädagogischen Institut wurden zunächst 242 Studenten innerhalb von zwei Jahren zu Fachlehrern für Geschichte und Geografie ausgebildet; dafür standen 18 Pädagogen zur Verfügung. Es begann der Aufbau einer Institutsbibliothek, die zum Ende des ersten Studienjahres bereits mehr als 22 000 Bücher fasste. Am Tag des Lehrers, 12. Juni 1954, erhielt das Pädagogische Institut den Namen Pädagogisches Institut „Karl Friedrich Wilhelm Wander“. Ab September 1955 wurde das bisher zweijährige zu einem dreijährigen Studium umgewandelt. Neben Geografie und Geschichte konnte nun auch Kunsterziehung studiert werden, wobei die Ausbildung in Zusammenarbeit mit der Hochschule für Bildende Künste Dresden erfolgte. Im Jahr 1956 folgten die naturwissenschaftlichen Fächer Mathematik und Physik sowie Russisch. Die gestiegenen Studentenzahlen – von fast 250 Studenten 1953 hatte sich die Zahl 1956 auf über 600 Studenten erhöht – führten dazu, dass 1956 im Altbau Pohlandstraße 40 am Pohlandplatz ein zweites Lehrgebäude eingerichtet wurde, in dem einige Lehrstühle ihren neuen Platz fanden und auch Lehrveranstaltungen stattfanden. Es entstanden zudem zwei- bzw. später einjährige Vorkurse, die auf das Pädagogikstudium vorbereiteten.
Ab September 1958 wurde die Studienzeit für Neuimmatrikulierte von drei auf vier Jahre erhöht. Neuer Institutsdirektor wurde Oberstudienrat Werner Keller. Im gleichen Jahr veröffentlichte das Pädagogische Institut erstmals seine eigene Institutszeitschrift: Die Wissenschaftliche Zeitschrift des Pädagogischen Institutes K. F. W. Wander bzw. ab 1967 Wissenschaftliche Zeitschrift der Pädagogischen Hochschule Karl Friedrich Wander Dresden erschien bis 1992. Zwischen 1967 und 1989 wurde zudem die Hochschulzeitung herausgegeben.
Neue Gebäude, darunter die Gebäude des Instituts für Lehrerbildung Dresden-Wachwitz, kamen zum Pädagogischen Institut hinzu. Zudem entstanden neue Wohnheime in unmittelbarer Nähe der Wigardstraße sowie ein neuer Komplex Mensa/Bibliothek. In den Folgejahren wuchs das Pädagogische Institut weiter, so dass 1963 der Aufbau eines Institutskomplexes beschlossen wurde. Dieser bestand aus dem bestehenden Hörsaalgebäude, den zu errichtenden Lehrgebäuden I und II sowie dem im September 1964 fertiggestellten Komplex Mensa/Bibliothek. Der Staat stellte für den Bau 12,5 Millionen Mark zur Verfügung. Das Lehrgebäude I war im Januar 1965 fertiggestellt; das zehngeschossige Lehrgebäude II nach einem Entwurf von Heinrich Rettig entstand bis September 1965 direkt am Carolaplatz; das später im Volksmund Blaue Haus genannte Gebäude wurde 2012 abgerissen. Bis September 1968 entstand zudem eine Sporthalle im Institutskomplex.

### Pädagogische Hochschule von 1967 bis 1992

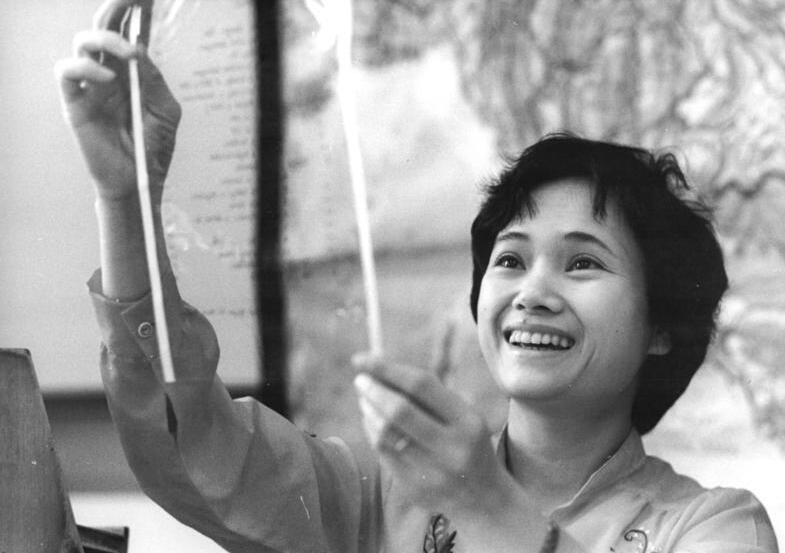
Nguyen Thi Phuong aus Hanoi, die 1986 als erste ausländische Studentin erfolgreich an der Pädagogischen Hochschule promovierte

Am 1. September 1967 wurde dem Pädagogischen Institut Dresden als erstem Pädagogischen Institut der DDR der Status einer Pädagogischen Hochschule verliehen; sie erhielt damit auch das Promotionsrecht. Der Beschluss des Ministerrats der DDR würdigte damit die Verdienste des Instituts „bei der Ausbildung sozialistischer Fachlehrer“. Erster Rektor der Hochschule wurde Heinz Lehmann, der das Pädagogische Institut bereits seit 1964 geleitet hatte.
Die III. Hochschulreform führte auch an der Pädagogischen Hochschule zu Strukturveränderungen. Im Frühjahr 1969 entstanden der Gesellschaftliche und der Wissenschaftliche Rat der Hochschule. Die drei Fakultäten für Pädagogische Wissenschaften, für Gesellschafts-, Sprach- und Kunstwissenschaften sowie für Mathematik und Naturwissenschaften wurden durch Sektionen ergänzt. Im Jahr 1978 wurde Rudolf Dau neuer Rektor der Hochschule und zum Herbstsemester 1979 in sein Amt eingeführt; er stand der Hochschule bis zu seinem Tod 1989 vor.
Ab 1982 wurde das Studium an der Hochschule auf fünf Jahre erweitert. Die Fakultät für Gesellschafts-, Sprach- und Kunstwissenschaften erhielt im selben Jahr das Promotionsrecht B (Habilitation), das bis dahin nur die Fakultät für Pädagogische Wissenschaften innehatte. Ab 1983 bildete die Hochschule auch ausländische Aspiranten und Diplomlehrer, zunächst aus Vietnam, Kuba und Mosambik, aus. Die erste ausländische Studentin promovierte 1986 erfolgreich.
Zu Beginn des Studienjahrs 1989/1990 wurde der Pädagogischen Hochschule das Institut für Lehrerbildung „Edwin Hoernle“ in Radebeul angegliedert, das seit den 1950er-Jahren Unterstufenlehrer ausbildete. Ziel war eine „(Re-)Akademisierung der Unterstufenlehrerausbildung“.
Nach der Wende wurde durch das Sächsische Hochschulstrukturgesetz im April 1992 die Auflösung der Pädagogischen Hochschule sowie die Teilintegrierung der Lehramtsstudiengänge in die Technische Universität Dresden beschlossen. Zu dem Zeitpunkt war ein Teil der Sektionen – Pädagogik, Psychologie, Freundschaftspionierleiterausbildung – bereits abgewickelt worden. Am 9. Juli 1993 wurde schließlich die neue Fakultät Erziehungswissenschaften der Technischen Universität Dresden gegründet.
Die Aktenbestände der Pädagogischen Hochschule Dresden lagern im Universitätsarchiv der Technischen Universität Dresden.

## Struktur
Zu Beginn bestanden am Pädagogischen Institut folgenden Lehrstühle:
- Lehrstuhl für Gesellschaftliches Grundlagenstudium
- Lehrstuhl für Pädagogik (inkl. Sprachunterricht und Körpererziehung)
- Lehrstuhl für Geschichte
- Lehrstuhl für Geographie

Im Jahr 1954 entstanden weitere Lehrstühle:
- Lehrstuhl für Psychologie
- Lehrstuhl für Methodik des Geschichtsunterrichts
- Lehrstuhl für Methodik des Geographieunterrichts

Zudem wurden Teile des Lehrstuhls für Pädagogik in eigene Abteilungen umgewandelt, so entstanden die Abteilungen Sprachunterricht (deutsch, russisch) und Studentische Körpererziehung. Im Zuge der Umwandlung der Lehrerausbildung in ein dreijähriges Studium entstand 1955 die neue Abteilung Ästhetische Erziehung, die 1956 zum Lehrstuhl Kunsterziehung wurde. Ebenfalls 1956 wurde die naturwissenschaftliche Ausbildung am Pädagogischen Institut forciert. Es entstanden die Lehrstühle:
- Lehrstuhl für Mathematik
- Lehrstuhl für Physik

Die 1954 gegründete Abteilung Sprachunterricht wurde 1956 zum Lehrstuhl Russische Sprachen und Literatur ausgebaut. Mit der Erweiterung der Studiendauer auf vier Jahre entstand 1958 der neue Lehrstuhl Deutsche Sprache und Literatur; zudem formierte sich die Abteilung Polytechnik. Im Jahr 1961 erfolgte die Gründung von Fachrichtungen, die die Aufgabe von Fakultäten hatte: Es entstanden die Historisch-Philologische und die Mathematisch-Naturwissenschaftliche Fachrichtung; bis 1969 entwickelten sich die Fakultäten für Pädagogische Wissenschaften, für Gesellschafts-, Sprach- und Kunstwissenschaften sowie für Mathematik und Naturwissenschaften. Im Zuge der III. Hochschulreform wurden an der Hochschule im Studienjahr 1969/1970 Sektionen gebildet:
- Marxismus/Leninismus
- Pädagogik/Psychologie
- Deutsch/Geschichte/Kunsterziehung
- Mathematik/Geographie
- Slawistik
- Physik

Anfang der 1970er-Jahre kamen die Sektionen Freundschaftspionierleiter/Geschichte und Deutsch/Kunsterziehung hinzu.

## Gebäude

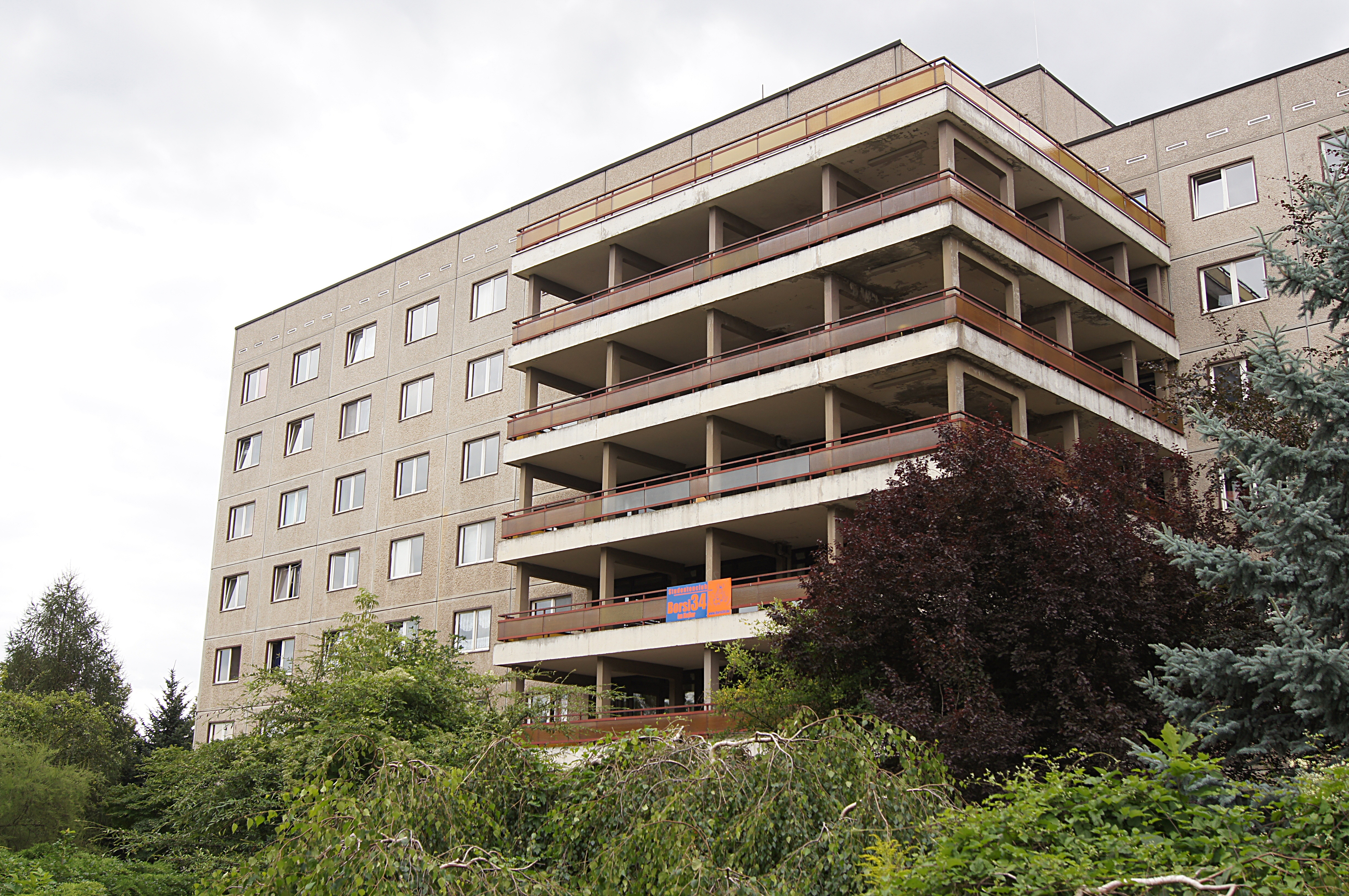
Wohnheim Borsbergstraße, ein Studentenwohnheim der Pädagogischen Hochschule

Der Hauptcampus der Pädagogischen Hochschule erstreckte sich über die Anlage Carolaplatz/Albertstraße und Wigardstraße. Bis 2012 wurden Lehrgebäude I und II sowie der Komplex Mensa/Bibliothek der Hochschule abgerissen. Das 1951 erbaute Institutsgebäude an der Wigardstraße, das unter Denkmalschutz steht, wird seit 1994 vom Sächsischen Staatsministerium für Wissenschaft und Kunst genutzt.
Für die Lehramtsstudenten entstanden verschiedene Studentenwohnheime in Dresden:
- Wohnheime in der Hospital-, Wilhelm-Buck- und Archivstraße (zwischen 1958 und 1961 erbaut, abgerissen)
- Wohnheim Borsbergstraße
- Wohnheim Gerokstraße, Hochhaus
- Wohnheim Marschnerstraße

Ein Altbau war das Studentenwohnheim Wachwitz (Villa Wollner) das zum aufgelösten Institut für Lehrerbildung gehörte.

## Entwicklung der Studentenzahlen
- 1953: 242 Studenten, 18 Lehrkräfte
- 1954: 583 Studenten in 25 Seminargruppen, 73 Lehrkräfte[7]
- 1956: über 600 Studenten, 96 Lehrkräfte
- 1960: 1300 Studenten, 141 Mitarbeiter[26]
- 1961: 1560 Direktstudenten, 990 Fernstudenten, 190 Mitarbeiter[23]
- 1967: 1447 Direktstudenten, 635 Fernstudenten,  11 Professoren, 19 Hochschuldozenten, 194 wissenschaftliche Mitarbeiter[16]
- 1979: 1850 Studenten, 27 Professoren, 30 Dozenten, 284 wissenschaftliche Mitarbeiter, 281 Angestellte und Arbeiter[27]
- 1986: 411 Lehrkräfte, 307 Arbeiter und Angestellte

## Persönlichkeiten (Auswahl)

### Rektoren der Pädagogischen Hochschule
- 1953–1958: Hans Siebert (Direktor Pädagogisches Institut)
- 1958–1964: Werner Keller (Direktor Pädagogisches Institut)
- 1964–1978: Heinz Lehmann (Direktor Pädagogisches Institut, ab 1967 Rektor Pädagogische Hochschule)
- 1978–1989: Rudolf Dau (Rektor Pädagogische Hochschule)
- 1991–1992: Roland Unger (Rektor Pädagogische Hochschule)

### Professoren und Dozenten
- Alexander Alfs (1924–2010), Grafiker, Maler und Illustrator
- Rainer Aurig (* 1958), Historiker
- Gerhard Billig (1927–2019), Prähistorischer Archäologe und Mediävist
- Wolfgang Marcus (1927–2016), Politiker
- Walter Schmitz (* 1953), Germanist
- Horst Schneider (1927–2018), Historiker
- Renate Tost (* 1937), Kalligrafin und Schriftkünstlerin
- Paul Ziesche (1933–2022), Physiker
- Heinz-Jürgen Voß (1938–2003), Mathematiker

### Bekannte Absolventen der Pädagogischen Hochschule
- Dagmar Blei (* 1940), Linguistin (auch Dozentin)
- Christian Blochwitz (1943–2024), Physiker
- Thomas Gaevert (* 1964), Journalist
- Henry Hasenpflug (* 1948), Politiker
- Frank Haubitz (1958–2023), Politiker, sächsischer Staatsminister für Kultus
- Manfred Jahn (* 1950), Historiker
- Herbert Knoblich (1939–2021), Pädagoge und Physiker
- Simone Lässig (* 1964), Historikerin
- Horst Martini (* 1954), Mathematiker
- Gunter Oettel (* 1957), Verleger
- Frank Pfeil (* 1960), Politiker
- Mike Schmeitzner (* 1968), Historiker
- Eva-Maria Stange (* 1957), Politikerin, sächsische Staatsministerin für Wissenschaft und Kunst
- Roswitha Stolfa (* 1942), Politikerin
- Reinhild Tetzlaff (1944–2010), Kuratorin
- Frank Türkowsky (* 1959), FDJ-Funktionär und Unternehmer
- Wolfgang Uhlmann (* 1938), Wirtschaftshistoriker
- Anita Voigt (* 1961), Malerin und Grafikerin

### Ehrendoktoren und -senatoren
Zu den Personen, die von der PH die Ehrendoktorwürde verliehen bekamen, gehören
- 1975: Hans Siebert, erster Direktor des Pädagogischen Instituts
- 1982: Manfred von Ardenne, Wissenschaftler, Mitglied des Wissenschaftlichen Rates der Hochschule
- 1985: Werner Schmidt, Direktor des Kupferstichkabinetts
- 1986: Alfred Winkler, Kommandeur der Offiziershochschule des Ministeriums des Innern „Artur Becker“ – Bereitschaften

Ehrensenatoren der Hochschule waren unter anderem Heinz Klemm, Fritz Johne, Herbert Mulisch, Heinz Lehmann und Heinz Kurze.